# Stansly Maponga
Stansly Maponga (Harare, 5 marzo 1991) è un giocatore di football americano zimbabwese che gioca nel ruolo di defensive end per gli Orlando Guardians della X Football League (XFL). Fu scelto nel corso del quinto giro (153º assoluto) del Draft NFL 2013 dai Falcons. Al college ha giocato a football coi TCU Horned Frogs.

## Carriera professionistica

### Atlanta Falcons
Maponga fu scelto nel corso del quinto giro del Draft 2013 dagli Atlanta Falcons. Debuttò come professionista nella settimana 3 contro i Miami Dolphins. La sua stagione da rookie si concluse con 5 tackle in 12 presenze, nessuna delle quali come titolare.

## Palmarès

### Franchigia
- National Football Conference Championship: 1

Atlanta Falcons: 2016

## Statistiche
| Partite totali      | 12 |
| Partite da titolare | 0  |
| Tackle              | 5  |
| Sack                | 0  |
| Intercetti          | 0  |

Statistiche aggiornate alla stagione 2013